# ژان-پیر انیره
ژان-پیر انیره (به فرانسوی: Jean-Pierre Haigneré) فضانورد اهل کشور فرانسه است که در ۱۹ مهٔ ۱۹۴۸ میلادی در پاریس زاده شد. وی در مأموریت سایوز تی‌ام-۱۷، میر آلتایر، سایوز تی‌ام-۱۶، سایوز تی‌ام-۲۹ حضور داشته است.